# جينيفر ليون
جينيفر ليون (بالإنجليزية: Jennifer Lyon)‏ هي شخصية عامة وممثلة أمريكية، ولدت في 27 فبراير 1972 في بولدر سيتي في الولايات المتحدة، وتوفيت في 19 يناير 2010 في أوريغون في الولايات المتحدة بسبب سرطان الثدي.

## وصلات خارجية
- جينيفر ليون على موقع IMDb (الإنجليزية)
- جينيفر ليون على موقع قاعدة بيانات برودواي على الإنترنت (الإنجليزية)
- جينيفر ليون على موقع قاعدة بيانات الفيلم (الإنجليزية)